# Tesztelővezérelt fejlesztés
A tesztelővezérelt fejlesztés, vagy hibavezérelt fejlesztés egy antiminta, ahol a követelményeket a hibajelentések vagy teszteredmények határozzák meg, és kevésbé olyan szempontok, mint egy képesség értéke vagy költsége.
Az elnevezés szójátékkal utal az agilis fejlesztésben alkalmazott tesztvezérelt fejlesztésre. Ez egy olyan technika, amiben tesztekkel hajtják meg a fejlesztést, hogy az teljesítse a követelményeket. Ezzel szemben a tesztelővezérelt fejlesztés inkább a követelményeket lazítja fel, és inkább az határozza meg az irányt, hogy mit gondol a tesztelő vagy a tesztelőcsapat.